# 東180丁目駅
180丁目駅（ひがし180ちょうめえき、英語: East 180th Street）、開業当初は180丁目-モリス・パーク・アベニュー駅 (ひがし180ちょうめ-モリス・パーク・アベニューえき、英語: East 180th Street–Morris Park Avenue) はニューヨーク市地下鉄IRTホワイト・プレーンズ・ロード線の駅である。ブロンクス区ウェスト・ファームズの東180丁目とモリス・パーク・アベニューの交差点に位置し、2系統と5系統が終日停車する。

## 駅構造
| 3F        | 跨線橋                                     | 職員専用通路 |
| 2F ホーム | 南行緩行線                                 | ← フラットブッシュ・アベニュー-ブルックリン・カレッジ駅行き（ウェスト・ファームズ・スクエア-イースト・トレモント・アベニュー駅） ← 平日：フラットブッシュ・アベニュー-ブルックリン・カレッジ駅行き（ウェスト・ファームズ・スクエア-イースト・トレモント・アベニュー駅） ← 週末：ボウリング・グリーン駅行き（ウェスト・ファームズ・スクエア-イースト・トレモント・アベニュー駅）                                                     |
| 2F ホーム | 島式ホーム、到着番線に応じた側の扉が開く。 | |
| 2F ホーム | 混雑方向 急行線                            | ← 朝ラッシュ：フラットブッシュ・アベニュー-ブルックリン・カレッジ駅行き（3番街-149丁目駅） → 夕ラッシュ・深夜：イーストチェスター-ダイアー・アベニュー駅行き（モリス・パーク駅） → →（定期列車設定なし：ダイアー・アベニュー線ペラム・パークウェイ/エスプラネード駅） → 夕ラッシュ：ネレイド・アベニュー駅行き（ブロンクス・パーク・イースト駅） → → 朝ラッシュ数本：ガン・ヒル・ロード/ホワイト・プレーンズ・ロード駅行き（終点）→ |
| 2F ホーム | 島式ホーム、到着番線に応じた側の扉が開く。 | |
| 2F ホーム | 北行緩行線                                 | → ウェイクフィールド-241丁目駅行き（ブロンクス・パーク・イースト駅） → → 夕ラッシュ：ネレイド・アベニュー駅行き（ブロンクス・パーク・イースト駅） → → 深夜帯以外：イーストチェスター-ダイアー・アベニュー駅行き（モリス・パーク駅） → |
| 2F ホーム | ホーム間の隙間                             | |
| 2F ホーム | NYW&B南行線                                | ← 定期列車設定なし |
| 2F ホーム | 島式ホーム、不使用                         | |
| 2F ホーム | NYW&B北行線                                | → 定期列車設定なし |
| 1F        | 改札階                                     | 改札口、駅員詰所、メトロカード自動券売機 （東180丁目-モリス・パーク・アベニュー交差点の北西角の駅舎内にエレベーターあり） |
| G         | 地上階                                     | 出入口 |

駅は1917年3月3日のIRTホワイト・プレーンズ・ロード線177丁目駅（現：ウェスト・ファームズ・スクエア-イースト・トレモント・アベニュー駅）- 東219丁目駅（現：219丁目駅）間の延伸開業と同時に開業した。ニューヨーク・ウェストチェスター・アンド・ボストン鉄道の東180丁目駅は地下鉄駅よりも5年早い1912年に建設されており、両路線間の乗換駅として機能していた。

### ニューヨーク市地下鉄ホーム
ニューヨーク市地下鉄ホームは島式ホーム2面と緩行線2線・急行線1線を有した2面3線の駅で、ラッシュ時および深夜帯を除いて2系統・5系統ともに全ての列車が緩行線に到着する。中央の急行線はラッシュ時（3番街-149丁目駅方面へ（から）の急行列車）と深夜帯（イーストチェスター-ダイアー・アベニュー駅発当駅止まりのシャトル列車）の5系統が停車している。
ホームの南端には、ホームから東180丁目車両基地へ直接アクセスできる職員専用の跨線橋がある。
駅の南側には急行線と緩行線間の渡り線がある。北側では東180丁目車両基地とユニオンポート車両基地への線路とホワイト・プレーンズ・ロード線、ダイアー・アベニュー線の線路が複雑に張り巡らされている。両路線の分岐部分で2系統の列車は全てホワイト・プレーンズ・ロード線側に、5系統の列車はダイアー・アベニュー線側に振り分けられるが、ラッシュ時に限り5系統もホワイト・プレーンズ・ロード線を走行する。

#### 出口
駅には2箇所出口があり、1箇所は旧ニューヨーク・ウェストチェスター・アンド・ボストン鉄道の改札口で地下鉄ホームからは少し歩く必要がある。もう1箇所は駅南端にある改札口で、東180丁目へ出ることができる。

### ニューヨーク・ウェストチェスター・アンド・ボストン鉄道ホーム

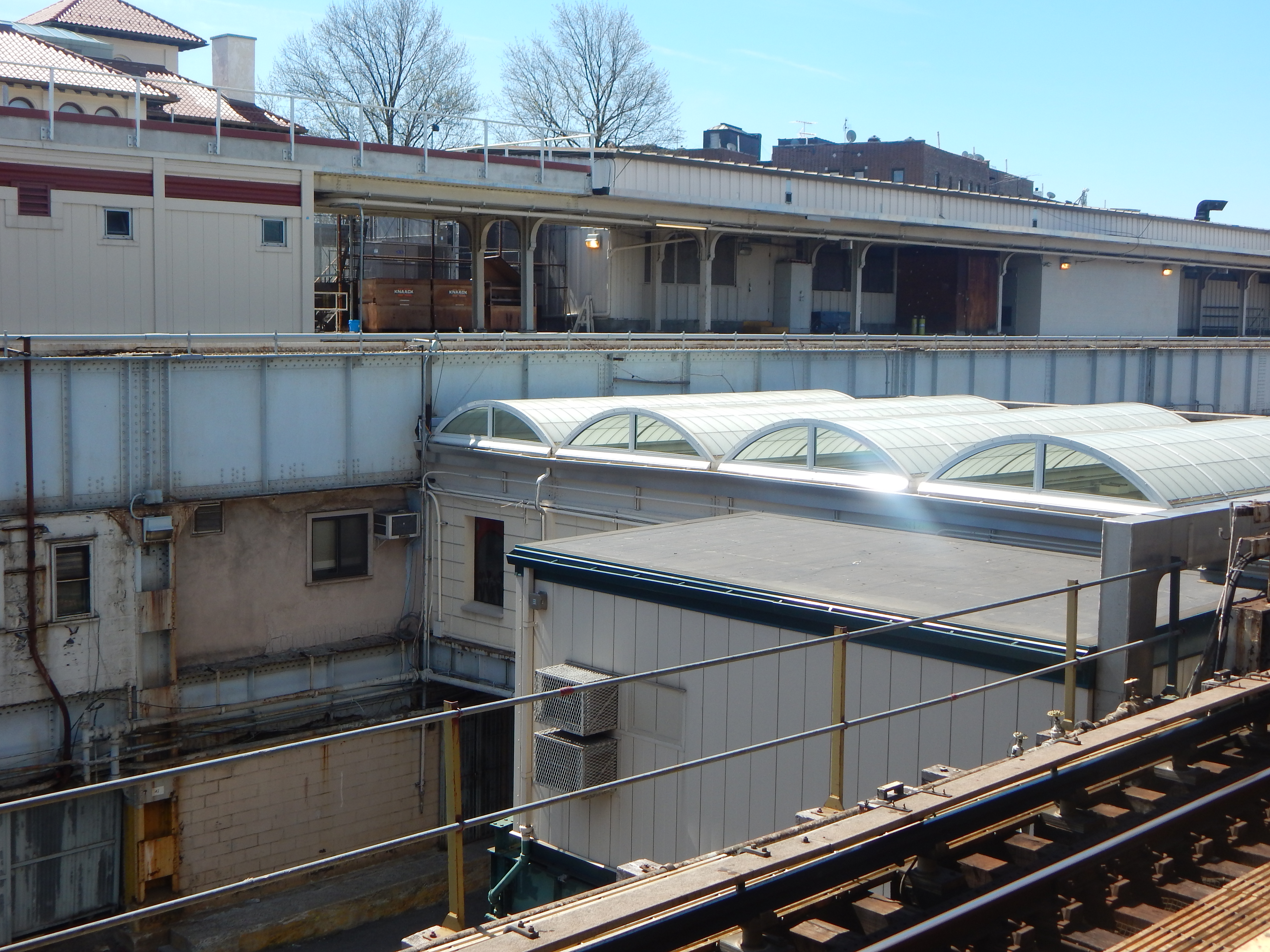
旧ニューヨーク・ウェストチェスター・アンド・ボストン鉄道のホームを地下鉄ホームから見る

地下鉄ホーム東側にはニューヨーク・ウェストチェスター・アンド・ボストン鉄道の東180丁目駅のホームがある。この駅は1912年5月29日に途中駅として開業し、その後1937年12月12日にニューヨーク・ウェストチェスター・アンド・ボストン鉄道が倒産した際に路線と共に廃止された。しかし、1940年にニューヨーク市がブロンクスとウェストチェスターの境界より南側の線路を購入、この際に東180丁目駅以南およびイーストチェスター-ダイアー・アベニュー以北の線路はそのまま廃止されたためダイアー・アベニュー線は他路線との接続を持たず、1941年5月15日にイーストチェスター-ダイアー・アベニュー駅 - 当駅間でIRTの車両を使用しての終日シャトル運行が開始された。このシャトル列車は全てニューヨーク・ウェストチェスター・アンド・ボストン鉄道東180丁目駅ホームに乗り入れていた。その後、1957年に当駅北でホワイト・プレーンズ・ロード線に線路が繋げられ同年5月6日より直通運転が開始、これに伴いニューヨーク・ウェストチェスター・アンド・ボストン鉄道ホームは使用されなくなった。
ニューヨーク・ウェストチェスター・アンド・ボストン鉄道の駅舎の修復は2013年に完了した。この駅舎は現在もメインの改札口として機能しており、いくつかのオフィススペースや小さなコンビニエンスストアが入っている。

## 駅舎改修工事

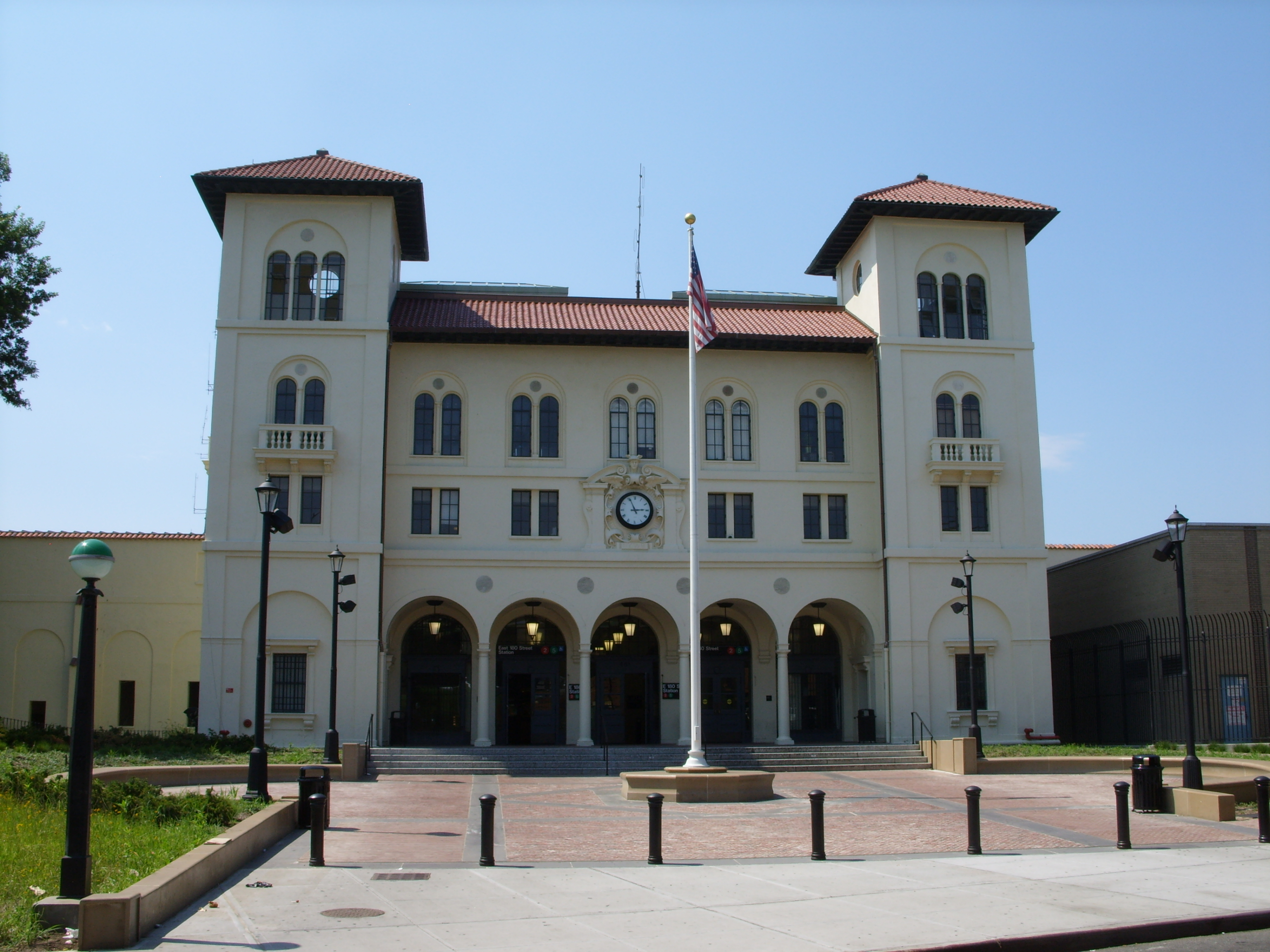
ニューヨーク・ウェストチェスター・アンド・ボストン鉄道駅舎

ニューヨーク・ウェストチェスター・アンド・ボストン鉄道駅舎は2010年3月から2013年まで改修工事を受けた。これは入口の修復、屋根の一部・道床・ホームの交換、新しいエレベータの設置、電気・機械・配管・照明・通信機器の修理などを行う工事であった。また、コミュニティグループは理髪店や靴屋などの駅内でのビジネスの復帰を期待していた。
ニューヨーク市交通局は、駅の改修工事に6660万ドルを支払った。駅の改修工事はADA準拠工事のための1040万ドルを含めた4,950万ドルの費用をかけ、予定より6ヶ月間遅れの2013年5月に完了した。